# Кандид Фивейский

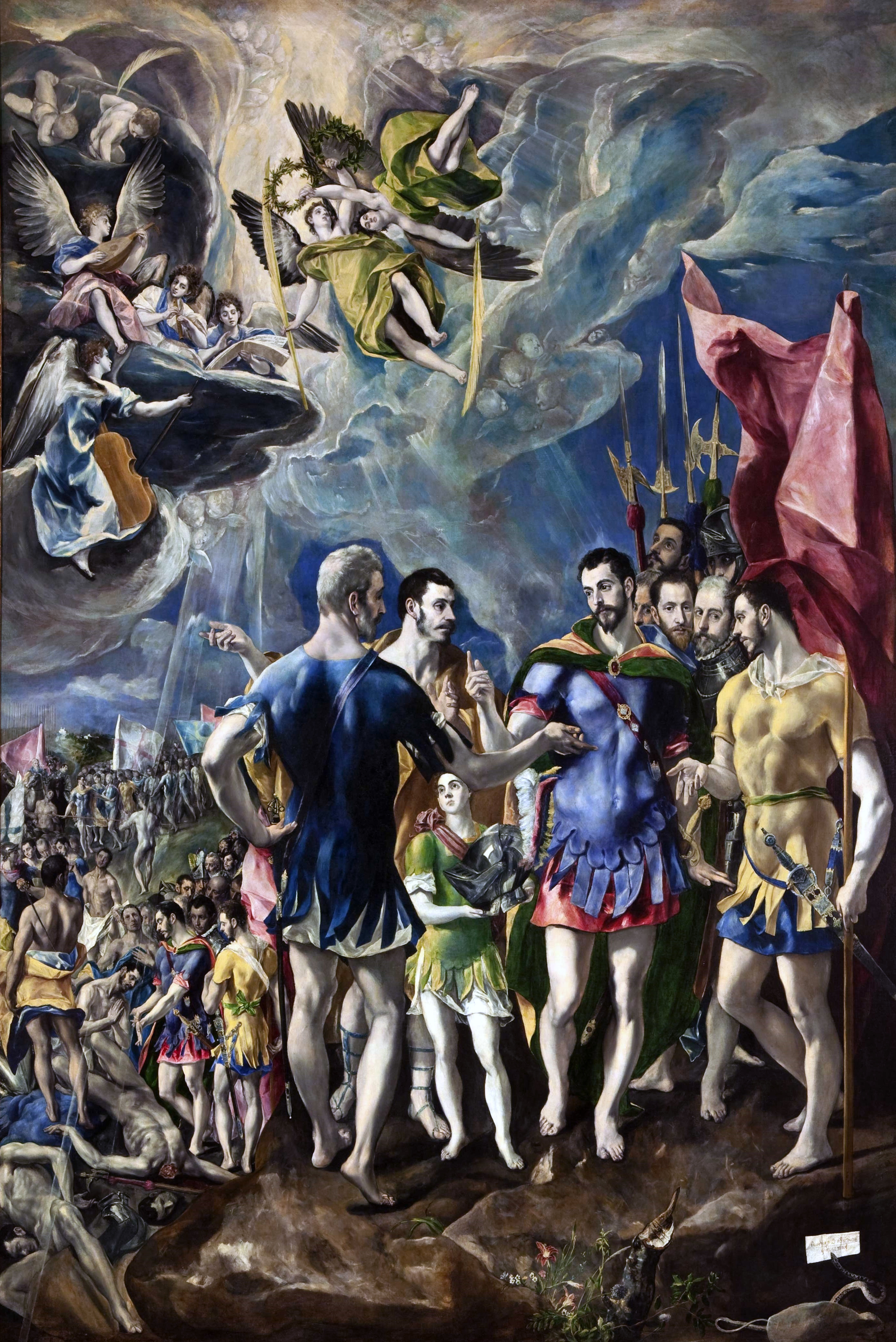
Эль-Греко, мученичество св. Маврикия (св. Кандид, предположительно, изображён справа)

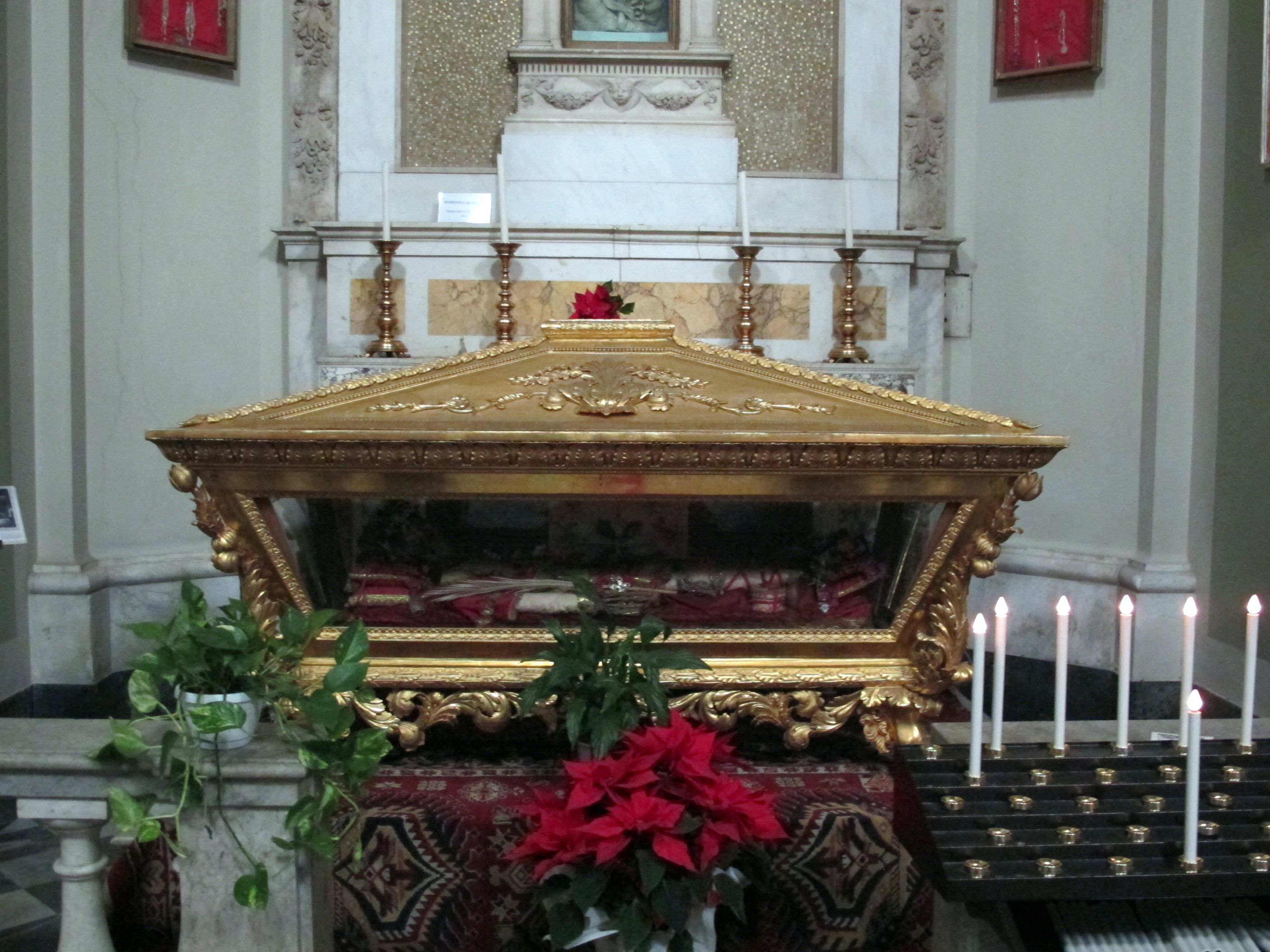
Рака с мощами святого Кандида

Кандид (… — Agaunum, 286 год) — святой мученик, воин Фиваидского легиона. День памяти — 22 сентября.
Согласно святому Евхерию (Eucherio), епископу Лионскому (434), св. Кандид (лат.: Candidus) был одним из старших офицеров фиваидского легиона, который состоял из египтян-христиан и находился под командованием святого Маврикия. Помимо него командирами были свв. Иннокентий, Экзюперий, Виктор и Константин.
Св. Кандид, отказавшийся как и св. Маврикий с другими офицерами штаба и 6600 воинами, по преданию, преследовать христиан, был замучен в городе Агаунум, совр. Швейцария.
Мощи св. Кандида почивали в гробнице VI века, в монастыре Сан-Маурицио. Скелет выставлен в церкви Collegiata di Fucecchio, в городе Фучеккьо, покровителем которого он почитается.